# Kumariejka
Kumariejka (ros. Кумарейка) – wieś (sieło) w Rosji, w obwodzie irkuckim, w rejonie bałagańskim. W 2010 liczyła 1070 mieszkańców.